# Kreuz Holz
Het is een knooppunt in de Duitse deelstaat Noordrijn-Westfalen.
In dit knooppunt sluit de A44 Aken - Mönchengladbach aan op de A46 Heinsberg-Kreuz Wuppertal-Nord.
Tussen 2005 en 2018 was de A44 ten zuiden van het knooppunt afgebroken voor bruinkoolwinning in de dagbouwmijn Garzweiler. Inmiddels is de snelweg in noordelijke richting herbouwd, in augustus 2018 opende de A44 ook in zuidelijke richting en is Kreuz Holz weer volledig.

## Richtingen knooppunt
| Aansluitende wegen                                     | Aansluitende wegen                 | Aansluitende wegen                   | Aansluitende wegen | Aansluitende wegen |
| ------------------------------------------------------ | ---------------------------------- | ------------------------------------ | ------------------ | ------------------ |
|                                                        |                                    | richting Mönchengladbach-Odenkirchen |                    |                    |
|                                                        |                                    |                                      |                    |                    |
| richting Mönchengladbach Heinsberg A61 Venlo / Krefeld | richting Jüchen / Neuss Düsseldorf |                                      |                    |                    |
|                                                        |                                    |                                      |                    |                    |
|                                                        |                                    | richting Aken A61 Keulen / Koblenz   |                    |                    |